# 요코타촌 (도쿄부)
요코타촌(横田村)은 도쿄부 기타타마군에 설치되었던 촌이다. 현재의 무사시무라야마시 북부에 위치하고 있다. 무사시무라야마시의 지명으로는 현존하지 않지만, 1985년 무렵까지 지리원 지도에 오아자로 기재되어 있었다. 또한, 마을 외곽에 있는 주일미군 요코다 비행장에 그 이름을 남기고 있다(유래는 '요코다 비행장# 명칭의 유래와 변천' 참조).

## 역사
- 1889년 4월 1일 - 정촌제 시행에 수반해 가나가와현 기타타마군 나카토촌, 구와타촌, 미쓰기촌, 기시촌이 정촌조합이 결성해, 나카토촌, 미쓰기촌 조합이 성립하였다.
- 1893년 4월 1일 - 도쿄부로 이관되어 도쿄부 기타타마군 나카토촌, 구와타촌, 미쓰기촌, 기시촌이 되었다.
- 1908년 4월 1일 - 나카토촌과 합병해, 새로운 나카토촌 (2대)이 신설되어 동일 요코타촌이 폐지되었다,

## 교통

### 도로
- 오메 가도